# أوسكار بيدرسن
أوسكار بيدرسن هو نقابي وسياسي نرويجي، ولد في 14 سبتمبر 1885، وتوفي في 1939. حزبياً، نشط في حزب العمال.